# Albertine Randall
Albertine Randall Wheelan (née le 27 mai 1863 à San Francisco et morte le 9 janvier 1954) était une illustratrice, dessinatrice de comics et de costumes.

## Débuts
Albertine Randall naît le 27 mai 1863 à San Francisco. Elle est influencée par les arts asiatiques tels qu'ils pouvaient être visibles à  Chinatown. En 1887, elle épouse l'homme d'affaires Fairfax Henry Wheelan avec qui elle a deux enfants Edgar Stow Wheelan et Fairfax Randall Wheelan. 
Wheelan signe ses travaux de son nom d'épouse Albertine Randall Wheelan. Elle est responsable des costumes pour les productions de David Belasco. pour lequel elle dessine les costumes de l'opera A Grand Army Man en 1904, et pour sa production de 1907 The Rose of the Rancho. Elle travaille aussi sur l'opérette Sari de C.S. Cushing, E.P. Heath et Emmerich Kálmán en 1914,. Son travail ne se limite pas à ces créations. Ainsi, selon l'American Jewish Historical Society elle illustre en 1904 des ex-libris pour des ouvrages « donnés par les dames du temple Emanu-El, San Francisco, ».
Wheelan illustre de nombreux livres pour enfants et des magazines comme St. Nicholas Magazine, Kindergarten Review et The Quarterly Illustrator. ,,. Ses illustrations pour le livre d'enfants A Chinese Child's Day  lui vaut les félicitations du New York Times dans un article de 1910.
Après le décès de son mari en 1915 elle déménage à New York.

## À New York
Dans les années 1920, Wheelan réalise un comic strip intitulé In Rabbitboro publié à l'origine dans le bulletin George Matthew Adams Service. Cette série lui vaut la reconnaissance et en 1922 un ouvrage consacré aux humoristes la cite comme la « principale artiste de bande dessinée pour journaux du pays »,. En 1927, In Rabbitboro est renommée The Dumbunnies et le titre est déposé la même année,.
Wheelan meurt à Litchfield dans le Connecticut le 3 janvier 1954,.

## Expositions
Les travaux de Wheelan sont exposés dès 1893 à la Chicago World's Fair dans le Woman's Building.
En Mars 1911, plusieurs ex-libirs de Wheelan sont exposés à la Society of Arts and Crafts de Detroit.
En Mars 1935, la galerie Carlyle expose plusieurs dessins de Wheelan portant sur des « sujets espagnols, Parisiens et de Majorque »,. En octobre 1937, d'autres dessins de voyage de Wheelansont présentés à la Hudson Park Branch de la bibliothèque publique de New York.